# امیلین‌گاسن
امیلین‌گاسن (به آلمانی: Amelinghausen) یک شهر در آلمان است که در نیدرزاکسن واقع شده‌است.

## خصوصیات
امیلین‌گاسن ۲۷٫۲۶ کیلومترمربع مساحت دارد ۶۲ متر بالاتر از سطح دریا واقع شده‌است.